# 鉱物の一覧記事の一覧
鉱物の一覧記事の一覧（こうぶつのいちらんきじのいちらん）は、鉱物の一覧記事の一覧。
- 鉱物の一覧
- 人名に由来する名前の鉱物の一覧
- 地質・鉱物天然記念物一覧

## 発生別の鉱物の一覧
- 岩石の一覧
- 隕石の一覧

## 象徴になった鉱物の一覧
- 国石#世界各国の国石一覧
- アメリカ合衆国の州の石一覧
- 誕生石#各月の誕生石

## 付加価値のついた鉱物の一覧
- 有名な宝石の一覧
- 宝石の一覧